# خوش باش
افرح نام یکی از آلبوم‌های کاظم الساهر، خواننده، شاعر و آهنگساز عراقی است. این آلبوم که مشتمل بر ۸ آهنگ می‌باشد در سال ۱۹۹۲ میلادی و توسط شرکت عربستانی الخیول منتشر شد.

## آهنگ‌ها
- افرح  - ۶:۴۰
- لاتحتج  - ۸:۱۵
- ماطار طیر  - ۷:۲۵
- مالک معزه  - ۵:۲۸
- هدد  - ۵:۵۵
- هذا اللون  - ۵:۱۰
- ونیت  - ۵:۲۲
- یادنیا موال  - ۱۱:۴۲